# Helina amamiensis
Helina amamiensis este o specie de muște din genul Helina, familia Muscidae, descrisă de Shinonaga în anul 2000. Conform Catalogue of Life specia Helina amamiensis nu are subspecii cunoscute.